# 면역글로불린 경쇄

이황화 결합으로 2개의 Ig 경쇄(녹색)에 연결된 2개의 Ig 중쇄(파란색)를 보여주는 전형적인 항체의 개략도. 불변영역(C) 및 가변영역(V)을 구분하여 표시되어 있다.

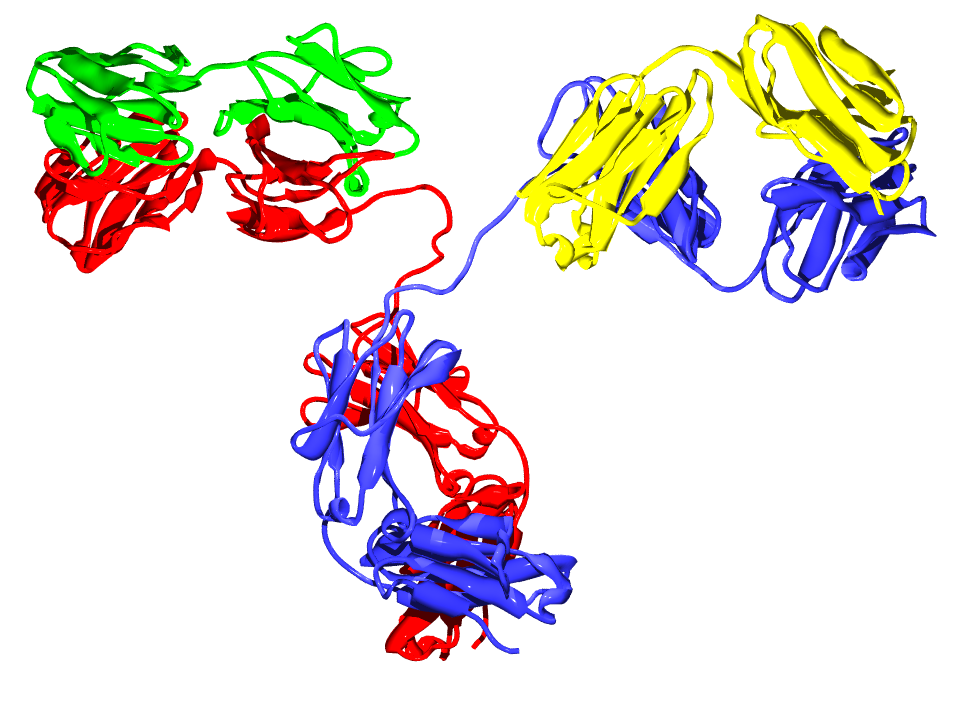
항체 분자. 두 개의 중쇄는 빨간색과 파란색으로, 두 개의 경쇄는 녹색과 노란색으로 표시되어 있다.

면역글로불린 경쇄는 면역글로불린의 작은 폴리펩타이드 소단위이다. 전형적인 항체는 두 개의 면역글로불린 중쇄와 두 개의 경쇄로 구성된다.

## 같이 보기
- 단클론 항체